# 北舒格克里克鎮區 (密蘇里州蘭道夫縣)
北舒格克里克鎮區（英語：North Sugar Creek Township）是位於美國密蘇里州蘭道夫縣的一個行政鎮區。

## 地方資料
北舒格克里克鎮區的面積為37.69平方千米，當中陸地面積為37.57平方千米，而水域面積為0.12平方千米。根據2020年美國人口普查的數據，當地共有人口6070人，而人口密度為每平方千米161.05人。